# كيت مولر
كيت مولر (1971 - ) (بالإنجليزية: Kit Mueller)‏ هو لاعب كرة سلة أمريكي في مركز الوسط.

## وصلات خارجية
- كيت مولر على موقع كلية كرة السلة في سبورتس رفرنس.كوم (الإنجليزية)